# شهرستان کازرون
شهرستان کازرون، یکی از شهرستان‌های استان فارس است که در مجاورت استان بوشهر قرار دارد. مرکز آن، شهر کازرون است.

## جمعیت
جمعیت این شهرستان ۲۱۱٬۳۴۱ تن می‌باشد که سومین شهرستان پرجمعیت استان فارس است. همچنین شهر کازرون با داشتن ۹۶٬۶۸۳ نفر جمعیت پنجمین شهر پرجمعیت استان فارس پس از شیراز، مرودشت، جهرم و فسا می‌باشد.

## موقعیت جغرافیایی
شهرستان کازرون از غرب به شهرستان شیراز، از شمال به شهرستان کوه چنار و از شرق و جنوب به استان بوشهر و از جنوب شرقی به شهرستان فراشبند محدود می‌شود.

## تقسیمات کشوری
شهرستان کازرون دارای ۴ بخش، ۱۲ دهستان و ۴ شهر به شرح زیر است:
| بخش              | مرکز بخش | جمعیت بخش ۱۳۹۵ | دهستان        | مرکز دهستان | جمعیت دهستان ۱۳۹۵ | شهر      | جمعیت شهر ۱۳۹۵ |
| ---------------- | -------- | -------------- | ------------- | ----------- | ----------------- | -------- | -------------- |
| مرکزی            | کازرون   | ۱۰۴٬۱۴۶ نفر    | دشت برم       | کلانی       | ۴٬۳۶۲ نفر         | کازرون   | ۹۶٬۶۸۳ نفر     |
| مرکزی            | کازرون   | ۱۰۴٬۱۴۶ نفر    | انارستان      | انارستان    | ۲٬۸۵۰ نفر         | کازرون   | ۹۶٬۶۸۳ نفر     |
| مرکزی            | کازرون   | ۱۰۴٬۱۴۶ نفر    | بلیان         | مهرنجان     | ۱۷٬۴۷۶ نفر        | کازرون   | ۹۶٬۶۸۳ نفر     |
| مرکزی            | کازرون   | ۱۰۴٬۱۴۶ نفر    | شاپور         | سیدحسین     | ۶٬۱۴۳ نفر         | کازرون   | ۹۶٬۶۸۳ نفر     |
| مرکزی            | کازرون   | ۱۰۴٬۱۴۶ نفر    | دریس          | دریس        | ۲۱٬۷۸۵ نفر        | کازرون   | ۹۶٬۶۸۳ نفر     |
| جره و بالاده     | والاشهر  | ۳۵٬۵۳۵ نفر     | جره           | جره         | ۱۳٬۹۹۱ نفر        | والاشهر  | ۶٬۴۷۱ نفر      |
| جره و بالاده     | والاشهر  | ۳۵٬۵۳۵ نفر     | دادین         | دادین علیا  | ۷٬۳۴۱ نفر         | والاشهر  | ۶٬۴۷۱ نفر      |
| جره و بالاده     | والاشهر  | ۳۵٬۵۳۵ نفر     | فامور         | نرگس زار    | ۸٬۲۲۰ نفر         | والاشهر  | ۶٬۴۷۱ نفر      |
| خشت              | خشت      | ۱۵٬۲۷۵ نفر     | امامزاده محمد | شهبازخانی   | ۱٬۹۹۱ نفر         | خشت      | ۹٬۵۹۹ نفر      |
| خشت              | خشت      | ۱۵٬۲۷۵ نفر     | بورکی         | بیرم        | ۳٬۶۸۵ نفر         | خشت      | ۹٬۵۹۹ نفر      |
| کنارتخته و کمارج | کنارتخته | ۱۱٬۲۷۳ نفر     | کنارتخته      | کنارتخته    | ۷۶۶ نفر           | کنارتخته | ۶٬۰۸۱ نفر      |
| کنارتخته و کمارج | کنارتخته | ۱۱٬۲۷۳ نفر     | کمارج         | کمارج       | ۴٬۴۰۶ نفر         | کنارتخته | ۶٬۰۸۱ نفر      |

### تقسیم کازرون
در ۱۰ مهر ۹۸ با مصوبه دولت دو بخش چنارشاهیجان و کوهمره نودان از این شهرستان جدا و شهرستان کوه چنار تشکیل شد.

## تاریخ
کازرون در سدهٔ چهارم و پنجم هجری از ادغام ۳ روستا به نام‌های «نورد» (محله کوزه‌گران فعلی)، «راهبان» (منطقه دامنه شمالی کازرون) و نیز «دریست» بنیان نهاده شده است. پیش از این تاریخ بلدالعتیق (شهر کهنه) که جایگاه آن در شرق کازرون امروزی و در نزدیکی دریاچه پریشان قرار داشته منطقه تمرکز جمعیت بوده است.

### پیدایش
در اواخر سده چهارم هجری جابه جایی جمعیت از شهر کهنه در نزدیکی دریاچه پریشان که در عربی به بلدالعتیق شناخته می‌شد به سمت شهر کازرون امروزی آغاز می‌شود. کازرون موجود پیش از تبدیل شدن به شهر کازرون امروزی، متشکل از سه روستا به نام‌های نورد (محله کوزه‌گران فعلی)، راهبان (منطقه دامنه شمالی کازرون) و نیز دریست بود و پیش از این تاریخ به صراحت آثاری همچون «فردوس‌المرشدیه» شهر کازرون به صورت امروزی وجود نداشت و صرفاً روستایی از توابع بلدالعتیق بوده است. پررنگ شدن فعالیت‌های گسترده شیخ ابواسحاق کازرونی برای گسترش اسلام و ارشاد مردم در منطقه کازرون و ویرانی شهر بیشاپور در اواخر سده پنجم به دست ابوسعید شبانکاره‌ای از دلایل مهم جابه‌جایی جمعیت و رونق کازرون در آن دوران بودند. انتقال از شهر کهنه به کازرون امروزی در یک دوره چندصدساله صورت می‌گیرد. به همین دلیل در منابع تاریخی کازرون تا سده نهم هجری، مانند فردوس‌المرشدیه و مفتاح‌الهدایه و شروط فارسی، همچنان از شهر کهنه یا بلدالعتیق سخن رفته و نشان می‌دهد تا سده نهم شهر کهنه نیز همچنان کاملاً از رونق نیفتاده بود و ساکنینی داشته است.
از سده چهارم تا دهم هجری، مرکزیت دو سلسله مهم «مرشدیه» و «بلیانیه»، با خانقاه‌ها و اماکن متبرکه پر رونق که در سراسر دنیای اسلام آن روزگار نمایندگان و شعباتی داشت، در کازرون قرار داشت. صدقات و نذورات بسیاری در این شهرگرد می‌آمد و برای غریبان و مسافران و نیازمندان و پرورش عالمان و هنرمندان صرف می‌شد. در پرتو این مرکزیت، علما، شعرا، هنرمندان، عارفان، محدثان و نویسندگان بسیاری پرورش یافتند.

### دوران معاصر
پس از وقوع جنگ جهانی اول و حمله انگلیسی‌ها به نیمروز ایران از جمله فارس و کازرون، ناصر دیوان کازرونی و یارانش به همراه سایر سرداران نیمروز چون صولت‌الدوله قشقایی به جنگ با انگلیسی‌ها پرداختند و پیروز شدند. کازرون در دوره پهلوی دارای شهرداری و فرمانداری مستقل شد و شهرستان ممسنی از آن جدا شد. همچنین با ایجاد محور شیراز-چنارشاهیجان-بوشهر، شهر کازرون در بن‌بست قرار گرفت.
در جریان پیروزی انقلاب اسلامی در بهمن ماه ۱۳۵۷ مردم کازرون نقش به سزایی ایفا کردند به گونه‌ای که این شهر در شمار یازده شهری بود که قبل از پیروزی انقلاب در آن حکومت نظامی بر قرار شد. مردم کازرون در جنگ تحمیلی نیز حضوری فعال داشتند و ۱۱۰۰ شهید در این راه تقدیم به ایران کردند. در دهه‌های بعد شهرستان کوه‌چنار نیز از کازرون جدا شد و کازرون در مخالفت با آن ناآرامی‌هایی را تجربه کرد. نیروگاه، شهرک صنعتی، دانشگاه‌ها و تنها بیمارستان شهر در این دوران بنیان گذاشته شدند.

## مردم

### جمعیت
جمعیت این شهرستان، بر پایه سرشماری سال ۱۳۹۵ مرکز آمار ایران ۲۶۶٬۲۱۷ تن و سومین شهرستان پرجمعیت استان فارس بود که با تشکیل شهرستان کوه چنار و جدا شدن بخش‌های چنارشاهیجان و کوهمره نودان جمعیت شهرستان کازرون به ۲۱۱٬۳۴۱ کاهش یافت و هم‌اکنون سومین شهرستان پرجمعیت استان فارس پس از شیراز و مرودشت است.

### زبان
زبان بیشتر مردم خصوصاً در شهر کازرون، فارسی است و شماری از واژه‌هایی که مردم این شهر به کار می‌گیرند، با زبان پارسی میانه نزدیکی بسیاری دارد.
گویش‌ها (کازرونی، دوانی، کوهمره ای، عبدویی)، آداب، رسوم، سنت‌ها و مثل‌های موجود در این منطقه به خاطر دربرداشتن ویژگی‌های زبان و فرهنگ کهن این دیار، از دیر باز توجه زبان‌شناسان را به خود جلب کرده است.
هر چند که زبان غالب و رسمی در شهرستان و خصوصاً شهر کازرون فارسی است، اما پیرامون این شهرستان به علت اینکه همواره جزئی از مناطق قشلاقی ایل قشقایی بوده است، با ساکن شدن عشایر در دهه‌های گذشته، امروزه بخش نسبتاً قابل توجهی از جمعیت شهرستان را قشقایی‌ها خصوصاً از طایفه فارسی‌مدان و در کنار آن طوایف دره‌شوری، کشکولی بزرگ و اقلیت‌هایی از طوایف دیگر تشکیل می‌دهند که تقریباً در سراسر شهرستان پراکنده‌اند اما مرکزیت سکونت این ایل در شهرستان، در بخش جره و بالاده و شهر والاشهر می‌باشد. بخش قابل توجه دیگری از جمعیت شهرستان را لرهای جنوبی تشکیل می‌دهند که بیشتر در شهرها و روستاهای شمال و شمال غربی شهرستان به خصوص در شهرهای خشت و کنارتخته حضور دارند.

### دین
پیش از حملهٔ اعراب، اهالی کازرون و شاپور و دیگر بخش‌های این شهرستان مانند همهٔ ایرانیان دین زرتشتی داشتند و به ویژه در شاپور چندین آتشکده بزرگ وجود داشته که آثار ویرانه‌های آن هنوز باقی مانده است.
پس از فتح ایران به دست اعراب در زمان خلیفه دوم (۱۳ هجری قمری) و تصرف کازرون به سرداری حکم بن ابی العاص، عده‌ای از اهالی این دیار به دین اسلام درآمدند. در سدهٔ چهارم و پنجم تعداد زرتشتیان کازرون زیاد بوده است و در این هنگام مردی زرتشتی به نام خورشید که او را دیلم گبر نیز می‌گفتند حاکم کازرون بوده است.
بیشتر اهالی کازرون و اطراف آن تقریباً تا سال ۴۰۰ هجری قمری زرتشتی بودند و پس از این سال به واسطهٔ شیخ ابواسحاق کازرونی فرزند شهریار کازرونی، مردم کازرون به اجبار مسلمان شدند. تا زمان صفویه و رسمیت یافتن مذهب تشیع اهالی این سرزمین شافعی بودند و علمای بزرگی نیز از میان آنان برخاستند.
امروزه مذهب بیشتر اهالی کازرون شیعه اثنی عشری است و بسیار در مذهب خود تعصب دارند. در کازرون نیز اقلیت‌های مذهبی نیز وجود دارد که نسب آن‌ها به شیعیان ۹۹ درصد به یک درصد می‌باشد.

## گردشگری
از جاذبه‌های شهرستان کازرون می‌توان به شهر تاریخی بیشاپور، امامزاده سید حسین، تنگ تیکاب، باغ نظر، مجسمه شاپور اول در غار شاپور و دشت‌های جنوب شهر کازرون در بخش مرکزی، دشت برم در بخش کوهمره نودان، سرمشهد و دریاچه پریشان در بخش جره و بالاده اشاره کرد.
چشمه ساسان که مناظر طبیعی ارزشمندی در پیرامون آن وجود دارد و غارهای تاریخی چون غار تنگ چوگان که مجسمه حجاری شدهٔ شاپور اول در آن قرار دارد، از جاذبه‌های طبیعی شهرستان کازرون به‌شمار می‌آیند. نقش شاپور که از بقایای شهری آباد بر جای مانده و ویرانه‌های شهر بیشاپور کازرون که به همت شاپور اول ساخته شده و کاخ‌ها و بناهای بسیاری داشته، به همراه چندین اثر مذهبی و تاریخی دیگر که قدمت بیشتر آن‌ها به دوره‌های باستانی می‌رسند، از مهم‌ترین دیدنی‌های شهرستان کازرون به‌شمار می‌آیند. روستای مشتان دارای جاذبه‌های پنهانی است که در فصل زمستان و بهار خیره‌کننده است.
در بخش خشت و کنارتخته شهرها و روستاهای زیادی قرار دارد که می‌توان به برخی از آن‌ها اشاره نمود:
خشت، کنارتخته، بورکی (اولی، وسطی و بالایی)، امامزاده علی (ع)، کمارج، بورکی آغالی، بزین، ترک آباد، تل (مافی آباد)، گوریگاه، خواجه جمالی و…
در بخش خشت جاذبه‌های دیدنی عبارتند از: باغستان‌ها و نخلستان‌ها و مناطق تفریحی
امامزاده علی (ع) دارای یک آبشار بسیار زیبا نیز می‌باشد و در پشت آن منطقه‌ای باز در بین کوه که بسیار سر سبز می‌باشد.
در بورکی وسطی دره هرمز که شامل یک قلعهٔ تاریخی از دورهٔ کیان به پادشاهی پور کیان وجود دارد که البته بدون امکانات کوهنوردی رفتن به آنجا امکان‌پذیر نمی‌باشد.
روستای تاریخی بورکی پیش از اسلام به پور کیان شهرت داشته که با حملهٔ اعراب و مشکل ایشان در تلفظ حرف «پ» به بور کیان خوانده می‌شده و در اثر مرور زمان و تغییر گویش‌ها به بورکی تغییر نام یافته است. در دره هرمز رودخانه فصلی جریان دارد.
برخی از جاذبه‌های گردشگری شهرستان کازرون عبارتند از:
- بیشاپور
- غار شاپور
- تنگ چوگان
- امامزاده سید حسین
- باغ نظر
- تنگ تیکاب
- تپه شادی(شهربازی شماره ۱ کازرون)
- آرامگاه شیخ ابواسحاق کازرونی
- آرامگاه شیخ امین الدین بلیانی
- آرامگاه علامه دوانی
- آرامگاه ناصر دیوان کازرونی
- شهربازی شماره ۲ کازرون(در دست ساخت)

## دانشگاه‌ها
- دانشگاه سلمان فارسی کازرون
- دانشگاه آزاد اسلامی واحد کازرون
- دانشگاه پیام نور کازرون
- دانشگاه زینب کبری(س) کازرون
- دانشگاه جامع علمی کاربردی مرکز کازرون
- دانشگاه پیام نور واحد خشت
- دانشگاه پیام نور واحد نودان

## ورزشگاه‌ها[۱۸]
- ورزشگاه تختی کازرون
- ورزشگاه شماره یک کازرون (شهدای کازرون)
- ورزشگاه شماره دو کازرون
- ورزشگاه شماره سه کازرون
- ورزشگاه شماره چهار کازرون
- مجموعه ورزشی شهید فهمیده کازرون
- مجموعه ورزشی شهید دانشجو کازرون
- مجموعه ورزشی زندان کازرون
- ورزشگاه کارگران کازرون
- ورزشگاه خشت
- ورزشگاه دریس
- ورزشگاه بلیان

## اقتصاد

### کشاورزی و دامداری
محصولات کشاورزی شهرستان کازرون عبارت‌اند از: غلات، تنباکو، خرما، برنج، حبوبات، پنبه، مرکبات، صیفی جات که برخی از این محصولات جزو صادرات شهرستان نیز می‌باشند. از سوی دیگر به لحاظ این که ایلات و عشایر در منطقه پراکنده هستند، دامداری و تولیدات دامی رونق چشم‌گیری دارد. انواع فرآورده‌های لبنی و پشم و پوست و روغن از تولیدات دامی بخش دامپروری کازرون است.

### نیروگاه
- نیروگاه سیکل ترکیبی کازرون

### میدان نفتی
- میدان نفتی شهرستان کازرون در بخش خشت و کنارتخته

### پتروشیمی
- پتروشیمی شماره ۱ شهرستان کازرون در بخش جره و بالاده
- پتروشیمی شماره ۲ شهرستان کازرون در بخش نودان

## ترابری

### بزرگراه‌ها
- بزرگراه کازرون به دشت ارژن (در دست ساخت)
- بزرگراه کازرون به بالاده
- بزرگراه کازرون به کنارتخته

### راه‌های آسفالت
- کازرون به چنارشاهیجان
- کازرون به بیشاپور (در مسیر چنارشاهیجان)
- کنارتخته به قائمیه
- کنارتخته به خشت
- کنارتخته به بیشاپور
- کنارتخته به تنگ فاریاب
- کنارتخته به سعدآباد

## موزه‌ها
- موزه مردم‌شناسی کازرون
- موزه مردم‌شناسی دوان
- موزه بیشاپور
- موزه سنگ بیشاپور (در دست ساخت)
- موزه سلمان فارسی کازرون (در طرح احداث است)

## کتابخانه‌ها
- کتابخانه شماره یک
- کتابخانه شماره دو
- کتابخانه آیت الله مدنی
- کتابخانه مسجد امام حسین
- کتابخانه قائم
- کتابخانه سازمان تبلیغات اسلامی
- کتابخانه انجمن اسلامی دانش آموزان
- کتابخانه مسجد صاحب الزمان
- کتابخانه باقرالعلوم خشت
- کتابخانه حضرت مهدی نودان
- کتابخانه ولیعصر کنارتخته
- کتابخانه آیت الله مطهری چنارشاهیجان

## بهداشت و درمان

### بیمارستان‌ها
- بیمارستان ۱۲۸ تختخوابی ولی‌عصر کازرون
- بیمارستان ۲۰۶ تختخوابی کازرون (در دست ساخت)
- بیمارستان ۹۶ تختوابی امام علی کازرون (در دست ساخت)
- بیمارستان ۳۲ تختخوابی خشت

### پایگاه‌های اورژانس
- پایگاه اورژانس کازرون
- پایگاه اورژانس دشت برم
- پایگاه اورژانس کنارتخته